# Gerboise bleue (film)
Pour l’article homonyme, voir Gerboise bleue.
Pour plus de détails, voir Fiche technique et Distribution.
Gerboise bleue est un film documentaire français réalisé par Djamel Ouahab et sorti en France en 2009.
Il a pour thème l'histoire de militaires français et de Touaregs algériens impliqués dans les premiers essais atomiques français dans le Sahara de 1960 à 1966.  Le 13 février 1960, lors du premier essai d'une arme nucléaire française, une bombe atomique détonna sur le site d'essai nucléaire de Reggane dans le Tanezrouft au centre du Sahara, alors territoire français rattaché à l'Algérie française.

## Synopsis
De 1960 à 1966, au sud de Reggane (Sahara algérien), la France a procédé à quatre essais nucléaires en atmosphère et treize souterrains. Le premier portait le nom de code Gerboise bleue et fut d’une puissance quatre fois supérieure à Hiroshima. Pour la première fois, des survivants français et touaregs témoignent de leurs combats pour la reconnaissance de leurs maladies, et révèlent dans quelles conditions les tirs se sont véritablement déroulés. Tandis que l'armée française continue, près de cinquante ans plus tard, à nier sa responsabilité auprès des populations exposées aux radiations.

## Fiche technique
- Titre : Gerboise bleue
- Réalisation et scénario : Djamel Ouahab
- 1re assistante réalisateur : Marie Emery
- Directeur de production : Sadk Djermoune
- Image et montage : Djamel Ouahab
- Monteur son : Marc Nouyrigat
- Mixage : Frédéric Théry
- Musique : Hugues Tabar-Nouval
- Production déléguée : Kalame Films
- Coproducteur : Bladi Films
- Pays de production :  France -  Algérie
- Distribution : Shellac
- Durée : 90 minutes
- Date de sortie : France - 11 février 2009

## À propos du film
Le titre du film fait référence au premier essai nucléaire français, dont le nom de code était gerboise bleue.
D'après le réalisateur :
« Pour la première fois, les derniers survivants témoignent de leurs combats pour la reconnaissance de leurs maladies, et révèlent dans quelles conditions les tirs se sont véritablement déroulés. Pour la première fois, je me rends sur le point zéro de Gerboise bleue, premier essai atomique français en atmosphère quatre fois supérieur à Hiroshima, interdit d'accès depuis 47 ans par les autorités algériennes. »
— Djamel Ouahab

## Distinctions
- 26e Festival international du film francophone de Tübingen-Stuttgart (2009) : prix OFAJ-TV5 Monde[2].